# Magellan Planet Search Program
29°03′14″ ю. ш. 70°24′48″ з. д.

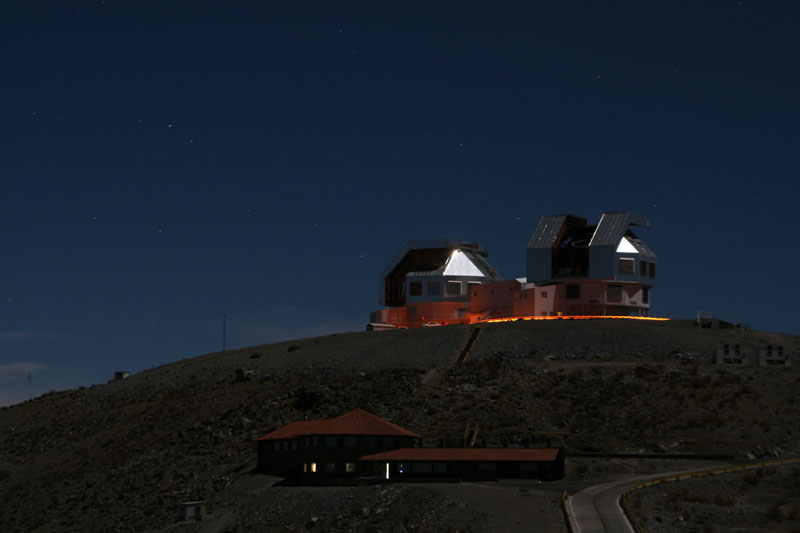
Магеллановы телескопы в обсерватории Лас-Кампанас

Magellan Planet Search Program (рус. Программа поиска планет с помощью Магеллановых телескопов) — это наземный поиск внесолнечных планет, с помощью Магеллановых телескопов, в котором используется метод лучевых скоростей. Поиск начался в декабре 2002 года с помощью спектрографа MIKE Архивная копия от 3 апреля 2019 на Wayback Machine, установленного на 6,5-метровом телескопе «Клей» (он же Magellan II), расположенном в обсерватории Лас-Кампанас в Чили . В 2010 году программа начала использовать недавно введенный в эксплуатацию Спектрограф для Поиска Планет (англ. Planet Finder Spectrograph) (PFS), прибор, специально созданный для точного измерения радиальных скоростей.

## Технические характеристики
В программе поиска планет с помощью Магеллановых телескопов использует ячейку поглощения молекулярного йода, чтобы отличать набор хорошо известных линий поглощения в каждом спектре звезды, которые действуют в качестве нормирующего эталона для многих длин волн. В первые годы работы программы были получены спектры с разрешающей способностью  R около 65 000 и с точностью до нескольких метров в секунду. Используя PFS, большая часть спектров собирается с разрешающей способностью около 80 000 и точностью скорости ближе к одному метру в секунду.

## Наблюдения
По программе было обследовала около 500 звезд спектрального класса от M5 до F7. Звезды, включенные в программу, изначально были выбраны так, чтобы минимизировать совпадение с двумя дополнительными исследованиями: англо-австралийским поиском планет (AAT) и поиском планет в обсерватории Кека. Magellan Planet Search обнаружил ряд внесолнечных планет, использующих только данные MIKE, комбинацию данных MIKE и PFS, а также данные являющиеся их комбинацией и собранные с помощью других телескопов и инструментов. Например, в январе 2010 года было сделано объявление об открытии пяти долгопериодических планет с массой Юпитера на высокоэксцентричных орбитах вокруг карликов типа G и K.

## Обнаруженые внесолнечные планеты
По состоянию на декабрь 2013 года участники программы объявили о следующих открытиях:
- HD 48265 b
- HD 86226 b
- HD 129445 b
- HD 143361 b
- HD 152079 b
- HD 164604 b
- HD 175167 b
- HD 28185 b
- HD 111232 b
- HD 106906 b